# Antonia Kermer
Antonia Kermer (20 luglio 2002) è un'ex sciatrice alpina tedesca.

## Biografia
Attiva dal febbraio del 2019, in Coppa Europa Antonia Kermer ha esordito il 16 dicembre 2020 a Hippach in slalom gigante, senza completare la prova, e ha conquistato il miglior piazzamento il 9 dicembre 2021 a Zinal in supergigante (33ª); nella gara a squadre disputata a Méribel il 18 marzo 2022, sua unica presenza in Coppa del Mondo, si è classificata 3ª. Ha preso per l'ultima volta il via in Coppa Europa l'11 gennaio 2023 ad Altenmarkt-Zauchensee in discesa libera (65ª) e si è ritirata al termine di quella stessa stagione 2022-2023; non ha preso parte a rassegne olimpiche o iridate.

## Palmarès

### Coppa del Mondo

#### Coppa del Mondo - gare a squadre
- 1 podio:
  - 1 terzo posto

### Campionati tedeschi
- 1 medaglia:
  - 1 bronzo (combinata nel 2021)